# Російський пам'ятник (Ліхтенштейн)

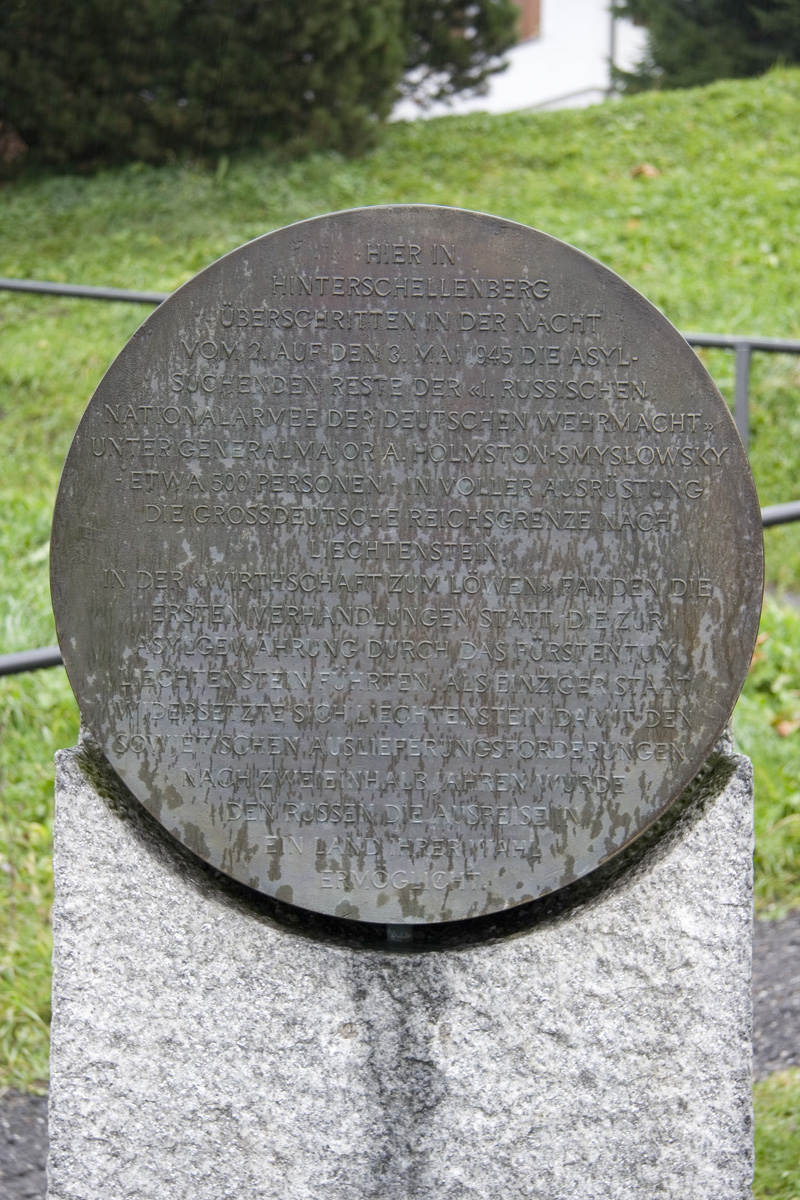
Російський пам'ятник

Російський пам'ятник — невеликий пам'ятний камінь у селі Гінтер-Шелленберг біля кордону Ліхтенштейну та Австрії.

## Текст каменю
Камінь містить наступний текст:

HIER IN HINTERSCHELLENBERG ÜBERSCHRITTEN IN DER NACHT VOM 2. AUF DEN 3. MAI 1945 DIE ASYLSUCHENDEN RESTE DER «1. RUSSISCHEN NATIONALARMEE DER DEUTSCHEN WEHRMACHT» UNTER IHREM GENERALMAJOR A. HOLMSTON SMYSLOWSKY — ETWA 500 PERSONEN — IN VOLLER AUSRÜSTUNG DIE GROSSDEUTSCHE REICHSGRENZE NACH LIECHTENSTEIN. IN DER «WIRTSCHAFT ZUM LÖWEN» FANDEN DIE ERSTEN VERHANDLUNGEN STATT. DIE ZUR ASYLGEWÄHRUNG DURCH DAS FÜRSTENTUM LIECHTENSTEIN FÜHRTEN. ALS EINZIGER STAAT WIDERSETZTE SICH LIECHTENSTEIN DAMIT DEN SOWJETISCHEN AUSLIEFERUNGSFORDERUNGEN NACH ZWIEIEINHALB JAHREN WURDE DEN RUSSEN DIE AUSREISE IN EIN LAND IHRER WAHL ERMÖGLICHT

Переклад:

Тут, в Гінтер-Шелленберзі, у ніч на 2 травня 1945 року у пошуках притулку перейшли кордон між Великим Германським Рейхом та Ліхтенштейном залишки 1-ї Російської національної армії німецького вермахту під командуванням генерал-майора Бориса Холмстона-Смисловського в кількості 500 осіб з повним озброєнням. Перші переговори, які відбулися у трактирі «Wirtschaft Zum Löwen», призвели до надання притулку в Князівстві Ліхтенштейн. Таким чином Князівство Ліхтенштейн стало першою державою, яка протистояла радянським вимогам про екстрадицію. Через 2 з половиною роки росіянам була надана можливість виїзду в інші країни за власним вибором.

Цей пам'ятник відмічений на мапі туристичних послуг Ліхтенштейну, яка розповсюджується у Вадуці. Монумент розташований поруч з таверною «Wirtschaft Zum Löwen» у 100 метрів від кордону з Австрією. До Гінтер-Шелленбергу щоденно їздить автобус.